# Мейвилл (тауншип)
Мейвилл (англ. Mayville) — тауншип в округе Хьюстон, Миннесота, США. На 2000 год его население составило 427 человек.

## География
По данным Бюро переписи населения США площадь тауншипа составляет 79,3 км², из которых 79,1 км² занимает суша, а 0,2 км² — вода (0,23 %).

## Демография
По данным переписи населения 2000 года здесь находились 427 человек, 134 домохозяйства и 112 семей.  Плотность населения —  5,4 чел./км².  На территории тауншипа расположено 142 постройки со средней плотностью 1,8 построек на один квадратный километр. Расовый состав населения: 99,30 % белых, 0,23 % коренных американцев и 0,47 % приходится на две или более других рас. Испанцы или латиноамериканцы любой расы составляли 0,94 % от популяции тауншипа.
Из 134 домохозяйств в 41,8 % воспитывались дети до 18 лет, в 73,1 % проживали супружеские пары, в 3,7 % проживали незамужние женщины и в 16,4 % домохозяйств проживали несемейные люди. 14,2 % домохозяйств состояли из одного человека, при том 3,7 % из — одиноких пожилых людей старше 65 лет. Средний размер домохозяйства — 3,19, а семьи — 3,51 человека.
35,8 % населения младше 18 лет, 8,2 % в возрасте от 18 до 24 лет, 23,4 % от 25 до 44, 23,4 % от 45 до 64 и 9,1 % старше 65 лет. Средний возраст — 33 года. На каждые 100 женщин приходилось 116,8 мужчин.  На каждые 100 женщин старше 18 приходилось 126,4 мужчин.
Средний годовой доход домохозяйства составлял 41 979 долларов, а средний годовой доход семьи —  47 188 долларов. Средний доход мужчин —  26 176  долларов, в то время как у женщин — 19 375. Доход на душу населения составил 15 475 долларов. За чертой бедности находились 6,4 % семей и 7,9 % всего населения тауншипа, из которых 9,8 % младше 18 и 2,3 % старше 65 лет.